# Stantonia conspurcata
Stantonia conspurcata är en stekelart som beskrevs av Günther Enderlein 1905. Stantonia conspurcata ingår i släktet Stantonia och familjen bracksteklar. Inga underarter finns listade i Catalogue of Life.